# L'Alliance (Ténébreuse)
Pour les articles homonymes, voir L'Alliance.
L'Alliance est un recueil de nouvelles se déroulant sur l'univers de fiction Ténébreuse et fait partie du cycle associé. Il contient des nouvelles traduites par Simone Hilling et extraites de plusieurs recueils publiés à l'origine par les éditions DAW. Le recueil a été publié en 2000 par les éditions Pocket  (ISBN 2-266-06600-5).

## Contenu
Le recueil contient les nouvelles suivantes :
- Une escorte convenable d'Elisabeth Waters (A Proper Escort, 1991)
- Le fils du maître fauconnier de Marion Zimmer Bradley (The Hawk-Master's Son, 1980)
- Le parjure de Marion Zimmer Bradley (Oathbreaker, 1987)
- L'ombre de Marion Zimmer Bradley (The Shadow, 1987)
- Un homme impulsif de Marion Zimmer Bradley (Man of Impulse, 1988)
- L'autre côté du miroir de Patricia Floss (The Other Side of the Mirror, 1987)
- Le museau du chameau de Susan Holtzer (The Camel's Nose, 1985)
- Un rêve simple de Penny Ziegler (A Simple Dream, 1980)
- Destinée à la tour de Deborah Wheeler et Elisabeth Waters (Destined for the Tower, 1993)
- Une danse pour Ténébreuse de Vera Nazarian et Diana Perry (A Dance for Darkover, 1991)
- L'avocat du diable de Patricia Anne Buard (Devil's Advocate, 1987)
- La mort de Brendon Ensolare de Deborah Wheeler (The Death of Brendon Ensolare, 1988)
- Changement de point de vue de Judith Kobylecky (A Change of View, 1993)
- Esprits frères de Elisabeth Waters (A Meeting of Minds, 1991)
- La frontière de Diana L. Paxson (Thre Frontier, 1993)
- Sceptique de Lynn Mims (Skeptic, 1982)
- L'éveil du laran de Margaret L. Carter (The Speaking Touch, 1991)
- Vue de la reconstruction de Paula Crunk (A View from the Reconstruction, 1980)
- Foire d'été d'Emily Alward (Summer Fair, 1991)